# سيارة كي
سيارة كي (Kei car) هي أصغر فئة من المركبات الآلية القانونية للطرق السريعة في اليابان. المصطلح kei هو اختصار لكلمة kei-jidōsha، والتي تُترجم إلى الإنجليزية على أنها "مركبة خفيفة" (‎ja‏ ).
بفضل الأبعاد والمواصفات المحدودة للمحرك، يتمتع المُلاك بمعدلات ضرائب وتأمين أقل، مما يؤدي إلى انخفاض التكلفة الإجمالية للملكية. تقوم شركات السيارات اليابانية أيضًا بتصنيع شاحنات كي صغيرة ضمن هذه الفئة. تحظى سيارات كي بتفضيل كبار السن والفئات العمرية الأصغر سنًا، بما في ذلك الشباب والعائلات الشابة، نظرًا لقلة تكاليفها وسهولة استخدامها.
تم إنشاء فئة "كي" من قبل الحكومة اليابانية في عام 1949، لتحفيز ملكية السيارات ونمو صناعة السيارات في اليابان. تم تعديل اللوائح عدة مرات حتى عام 1998، ولكن منذ أكتوبر 1998، حدد القانون باستمرار الحد الأقصى لطول السيارة بـ 3.4 م (11.2 قدم) ، عرض 1.48 م (4.9 قدم) ، الارتفاع أقل من 2.0 م (6.6 قدم) وسعة المحرك أقل من 660 سم3 (40.3 بوصة3) . كما حدد اتفاق غير رسمي بين شركات صناعة السيارات اليابانية والمشرعين الحد الأقصى للطاقة عند 64 PS (63 حصان؛ 47 كـو) .
حققت سيارات كي نجاحًا كبيرًا في اليابان منذ ستينيات القرن الماضي، حيث بلغت حصة السوق أكثر من ثلث مبيعات السيارات الجديدة المحلية في السنة المالية 2016م، بعد انخفاضها من حصة قياسية بلغت 40% في السوق في عام 2013م. لتقليل هيمنتها على السوق، زادت اليابان الضرائب على هذه الفئة بنسبة 50% في عام 2014م. وعلى الرغم من ذلك، في عام 2018م، كانت سبعة من أفضل عشرة موديلات مبيعًا عبارة عن سيارات كي، بما في ذلك الموديلات ذات السقف المرتفع والأبواب المنزلقة مثل هوندا إن بوكس ، وسوزوكي سباسيا ، ونيسان دايز ، ودايهاتسو تانتو.

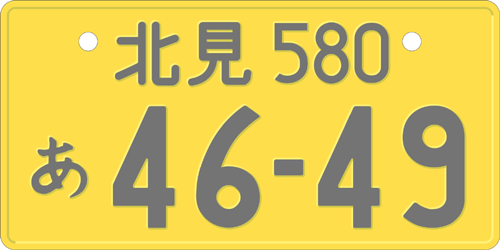
لوحة ترخيص خاصة بسيارات كي.

صور
فئات سعة 360 سي سي

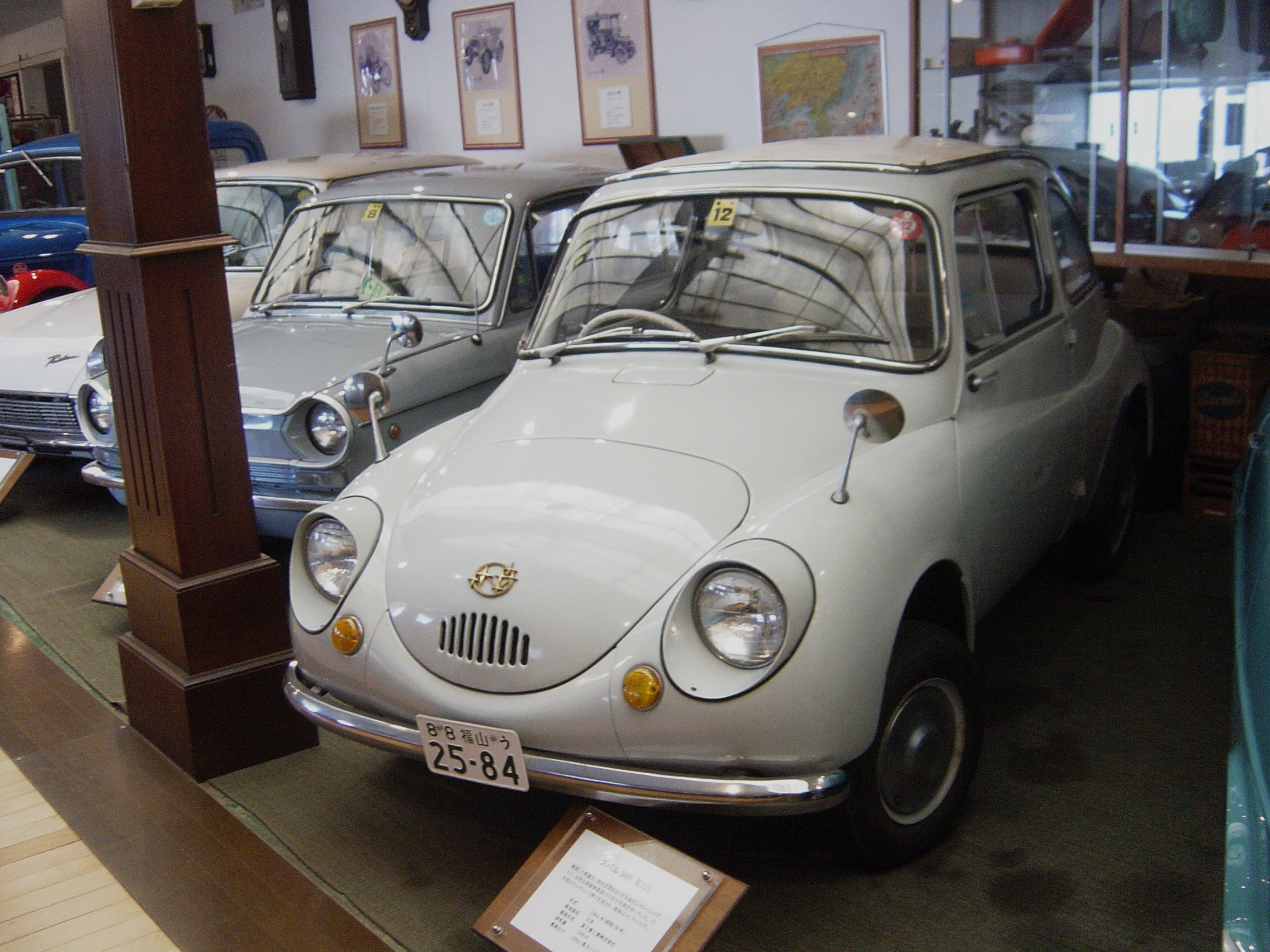
سوبارو 360
- ملف:(1958–1970)
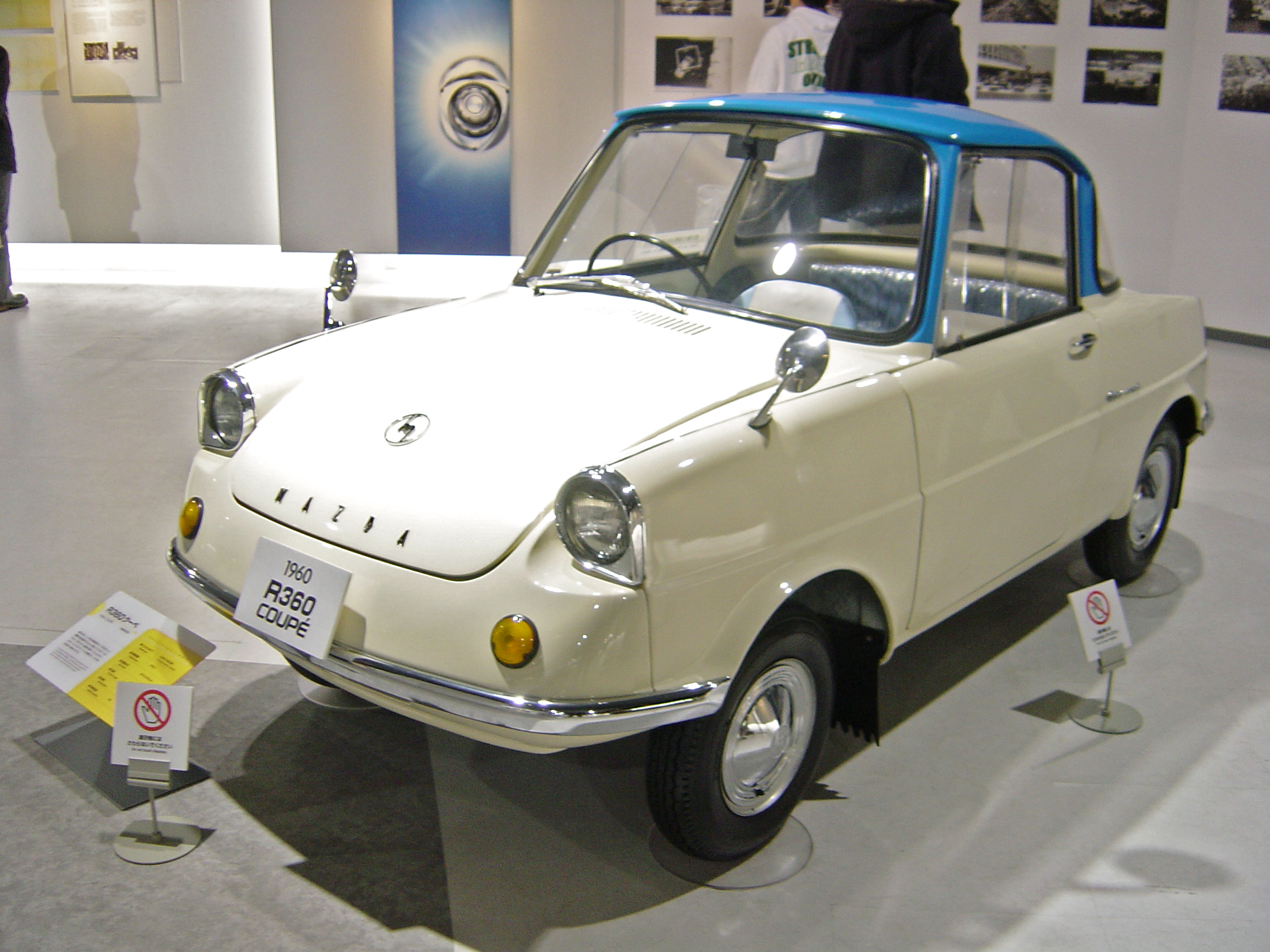
مازدا R360
- ملف:(1960–1969)
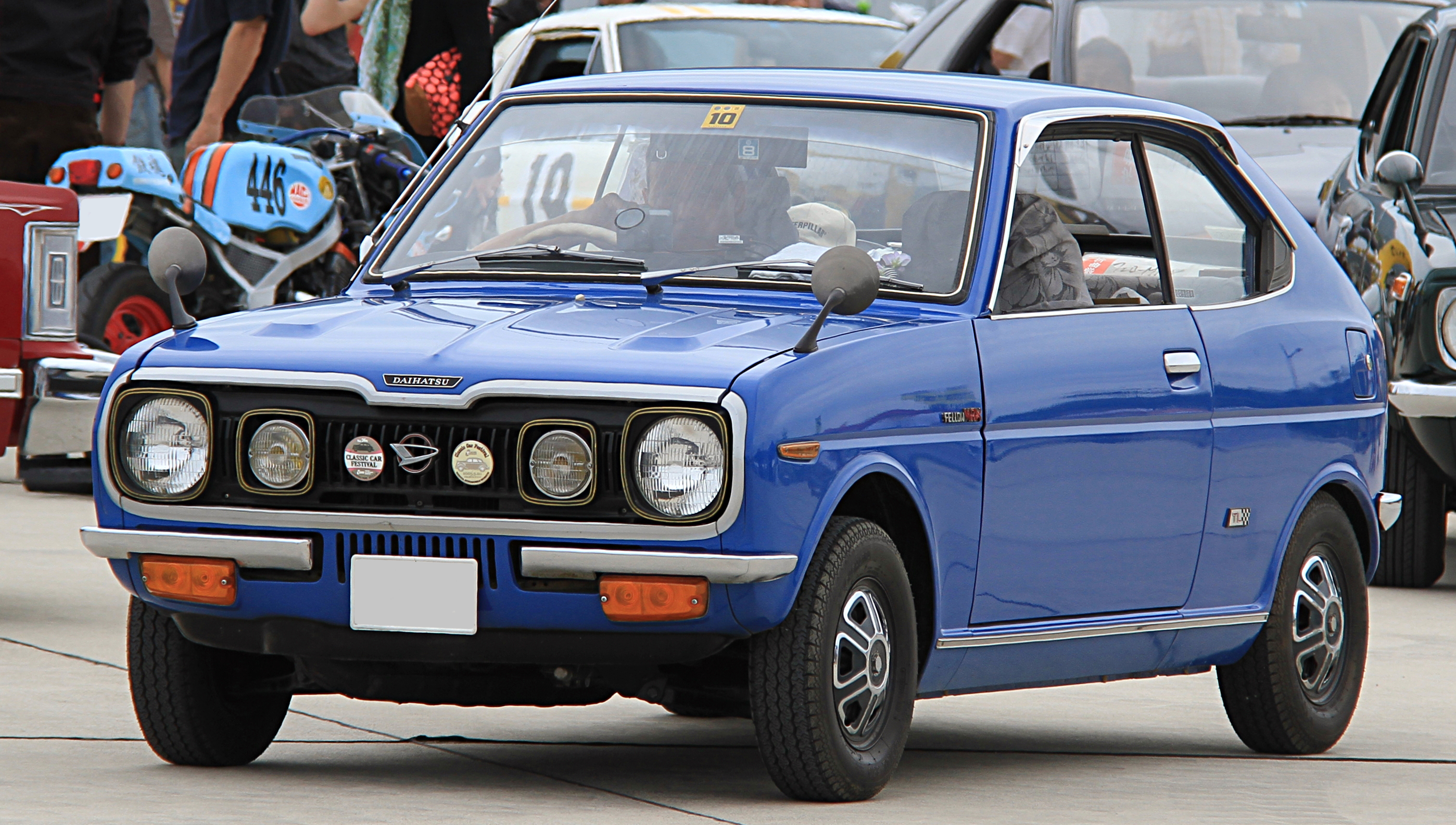
زميل دايهاتسو
- ملف:(1970–1976)
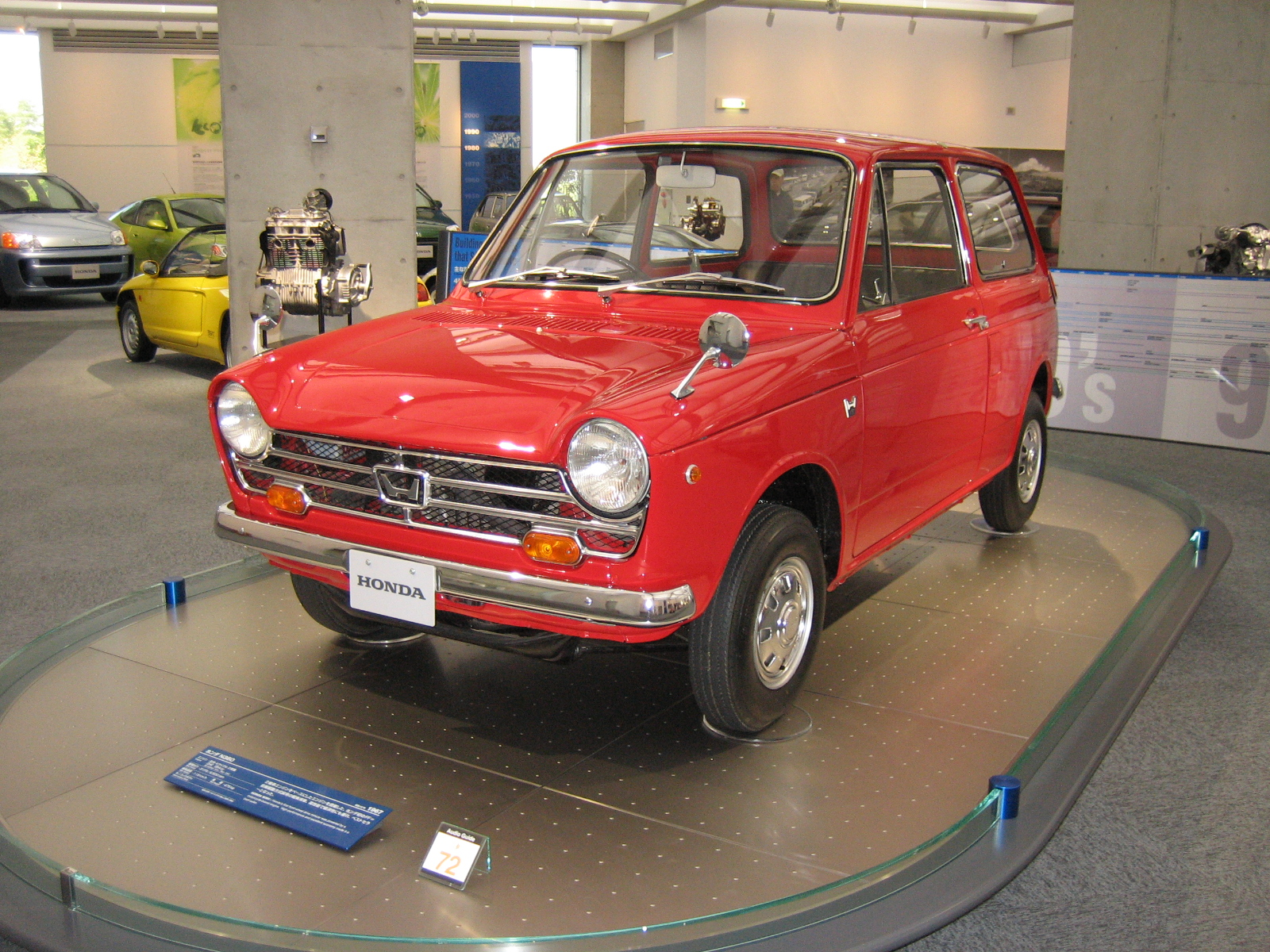
هوندا N360
- ملف:(1967–1972)
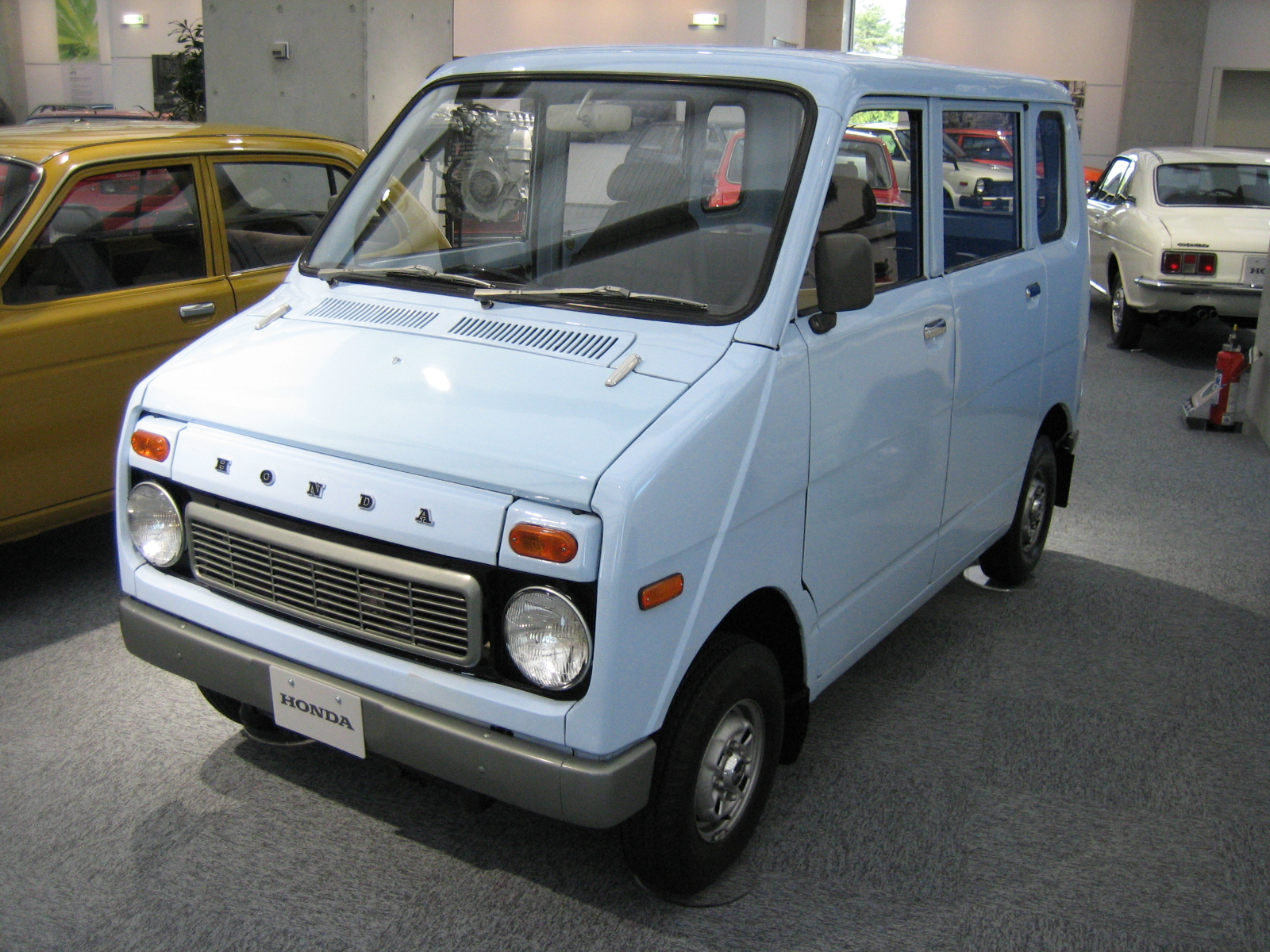
شاحنة هوندا لايف ستيب
- ملف:(1972–1974)
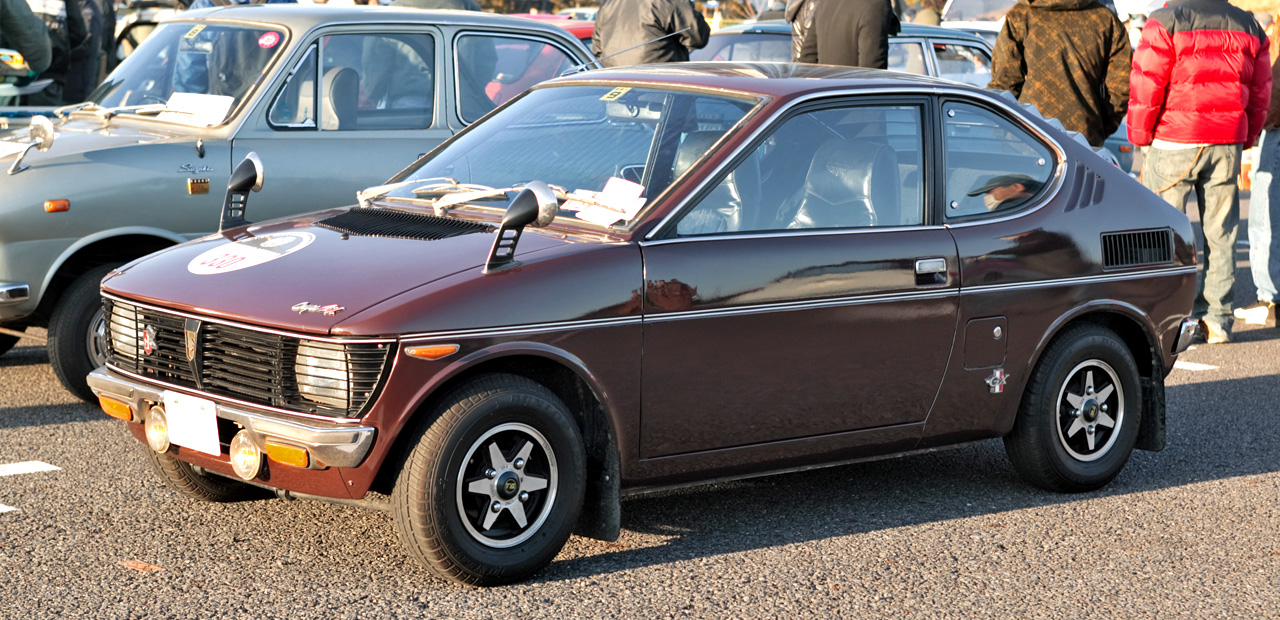
سوزوكي فرونتي كوبيه
- ملف:(1971–1976)

فئات سعة 550 سي سي

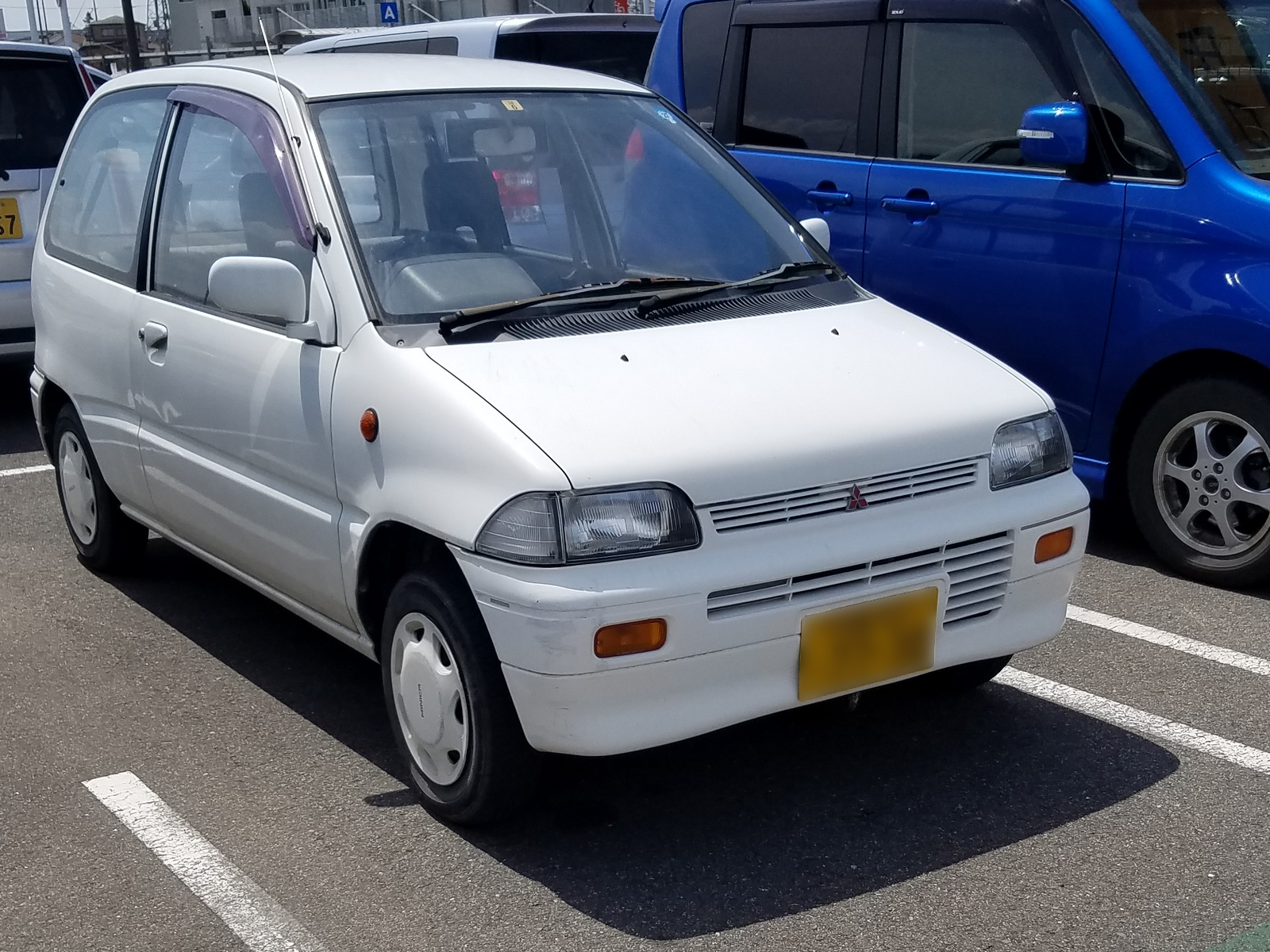
ميتسوبيشي مينيكا
- ملف:(1962–2011)
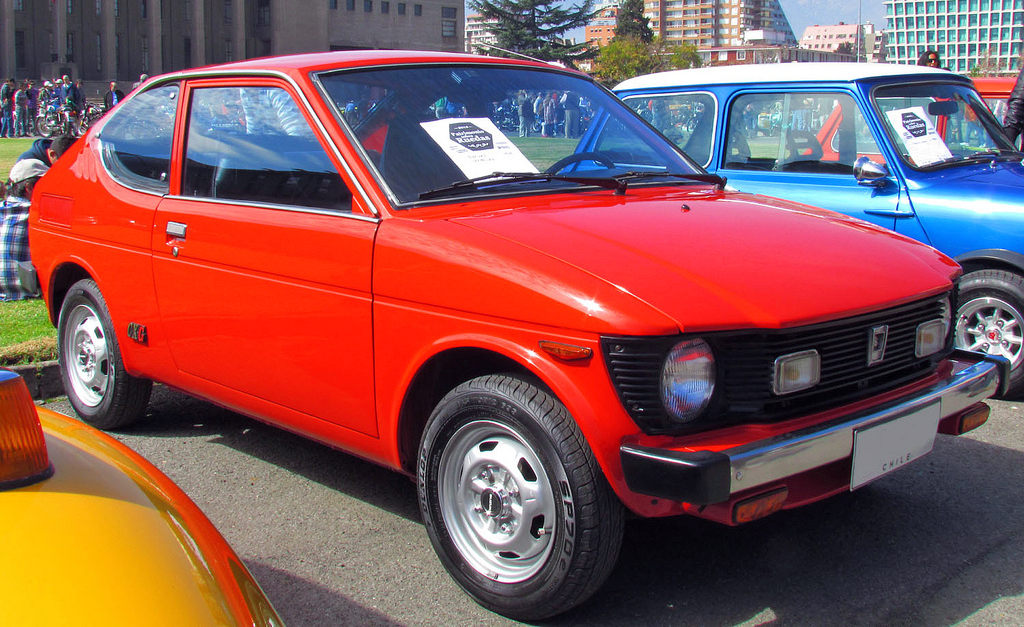
سوزوكي سيرفو (تم تصديرها باسم سوزوكي SC100)
- ملف:(1977–1982)
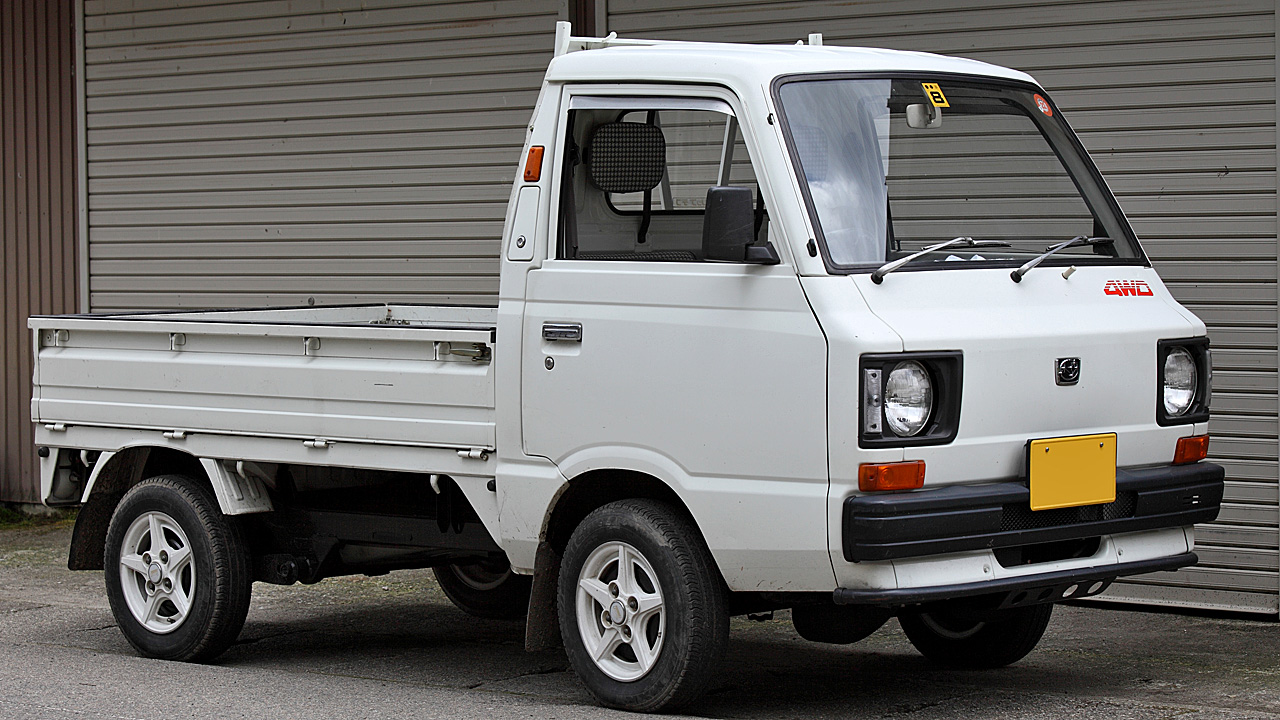
سوبارو سامبار
- ملف:(1961–حتى الآن)

الفئات الحالية

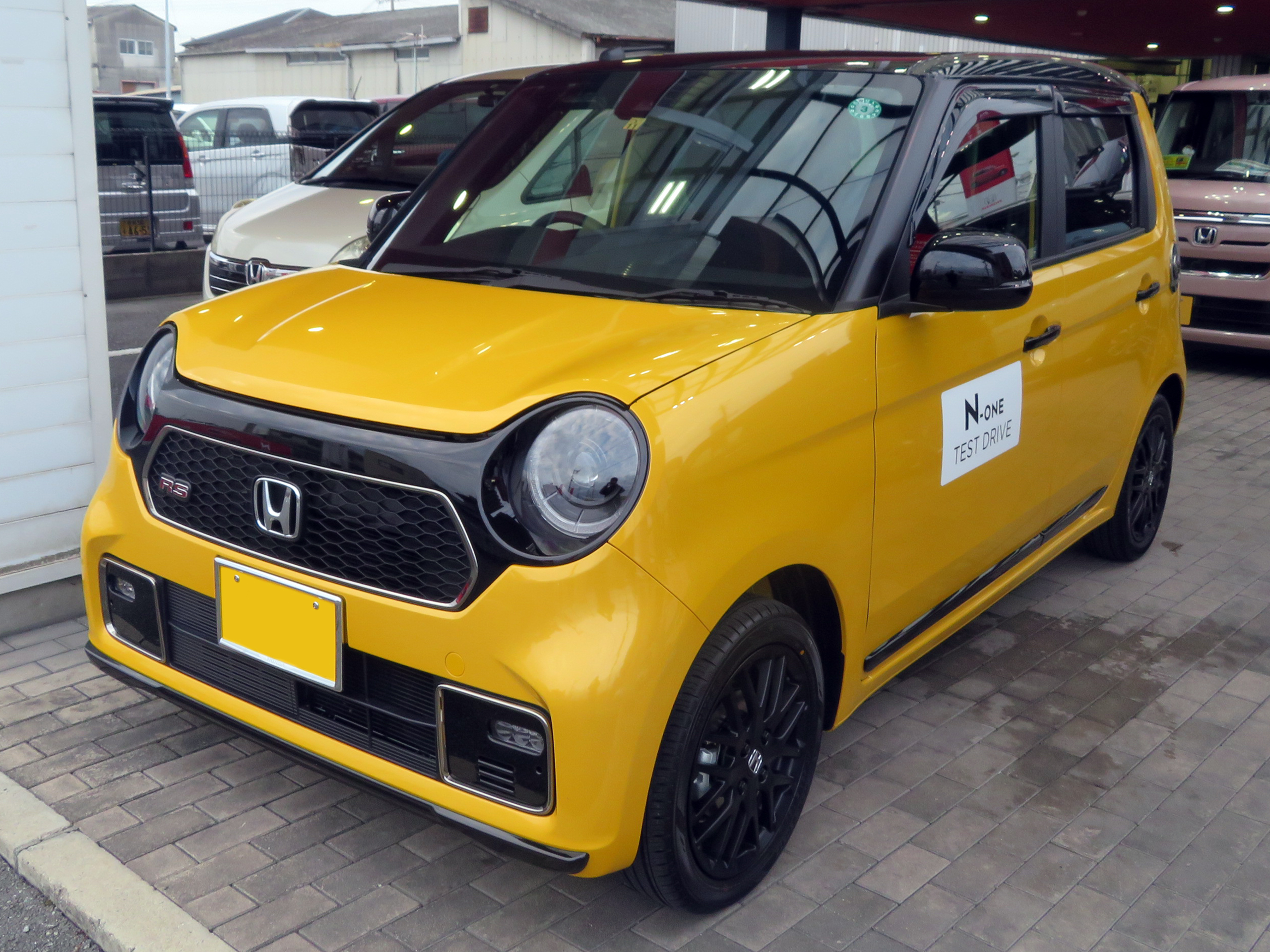
هوندا N-One
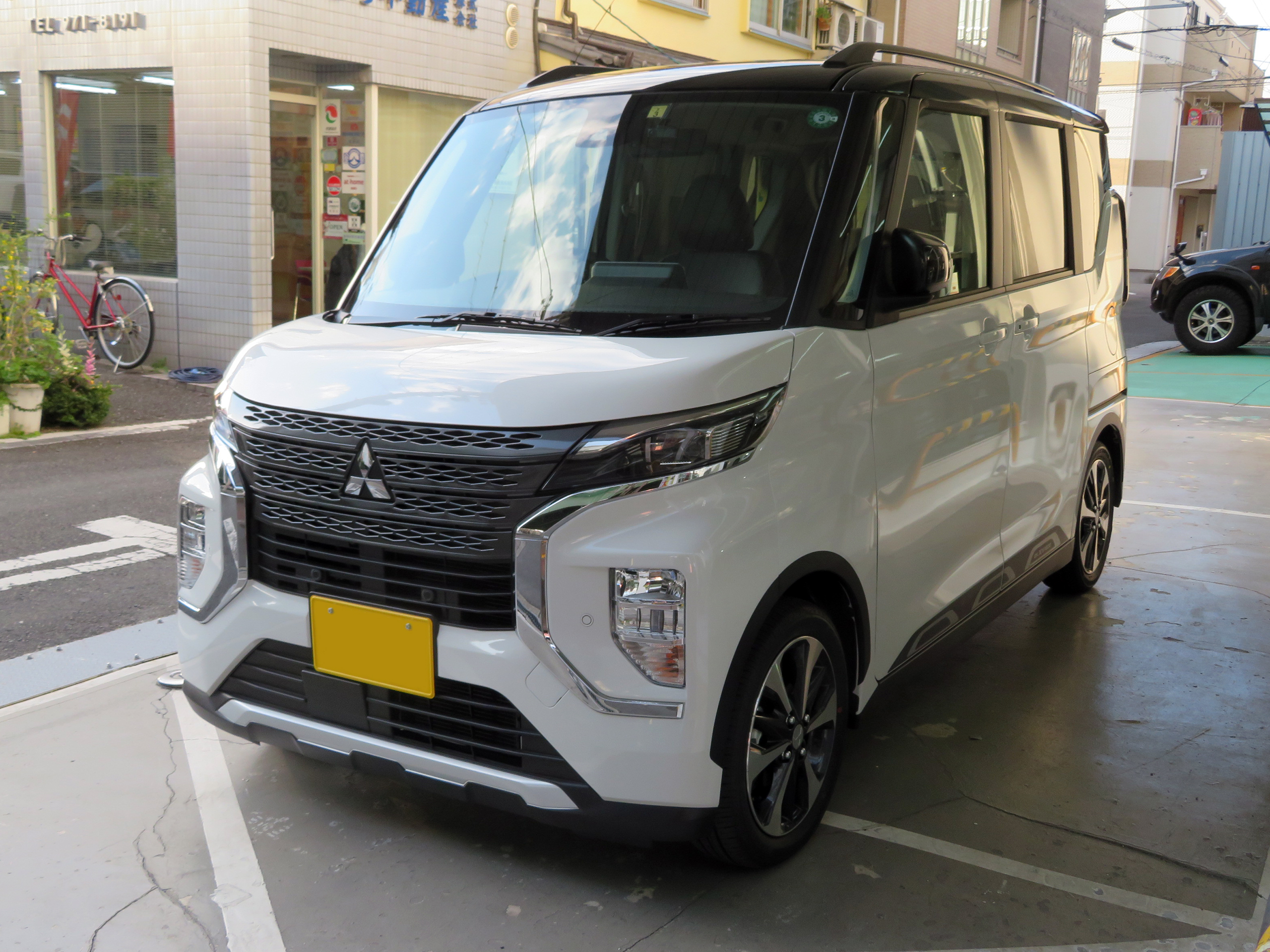
ميتسوبيشي eK X الفضاء
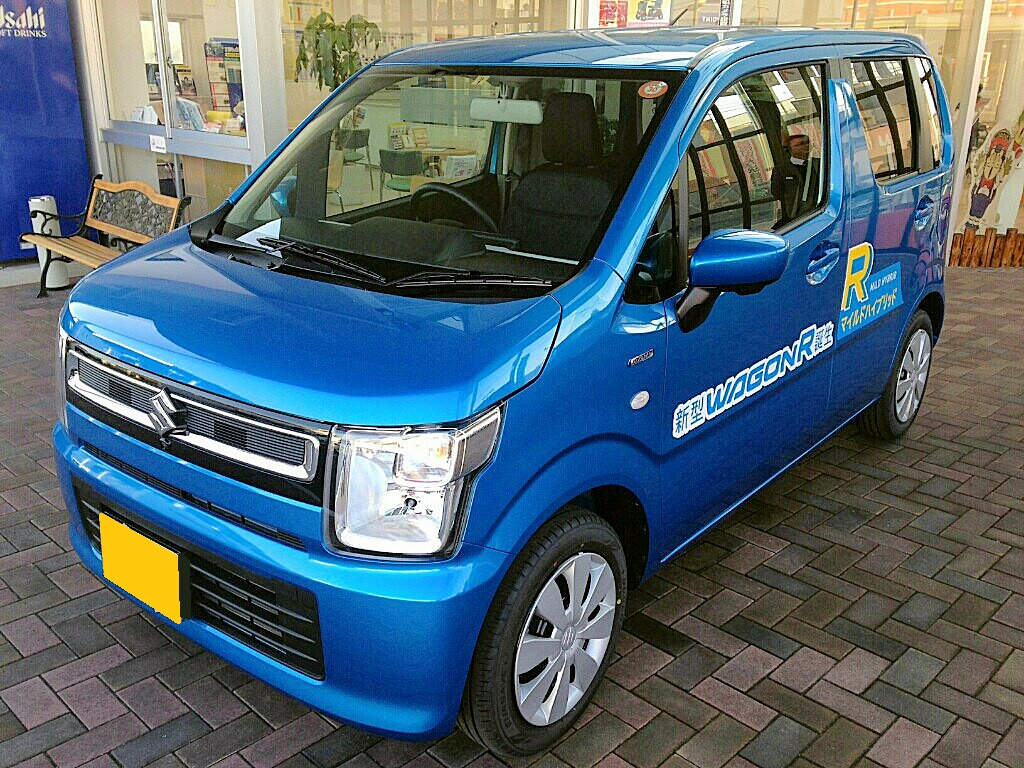
سوزوكي واجن R
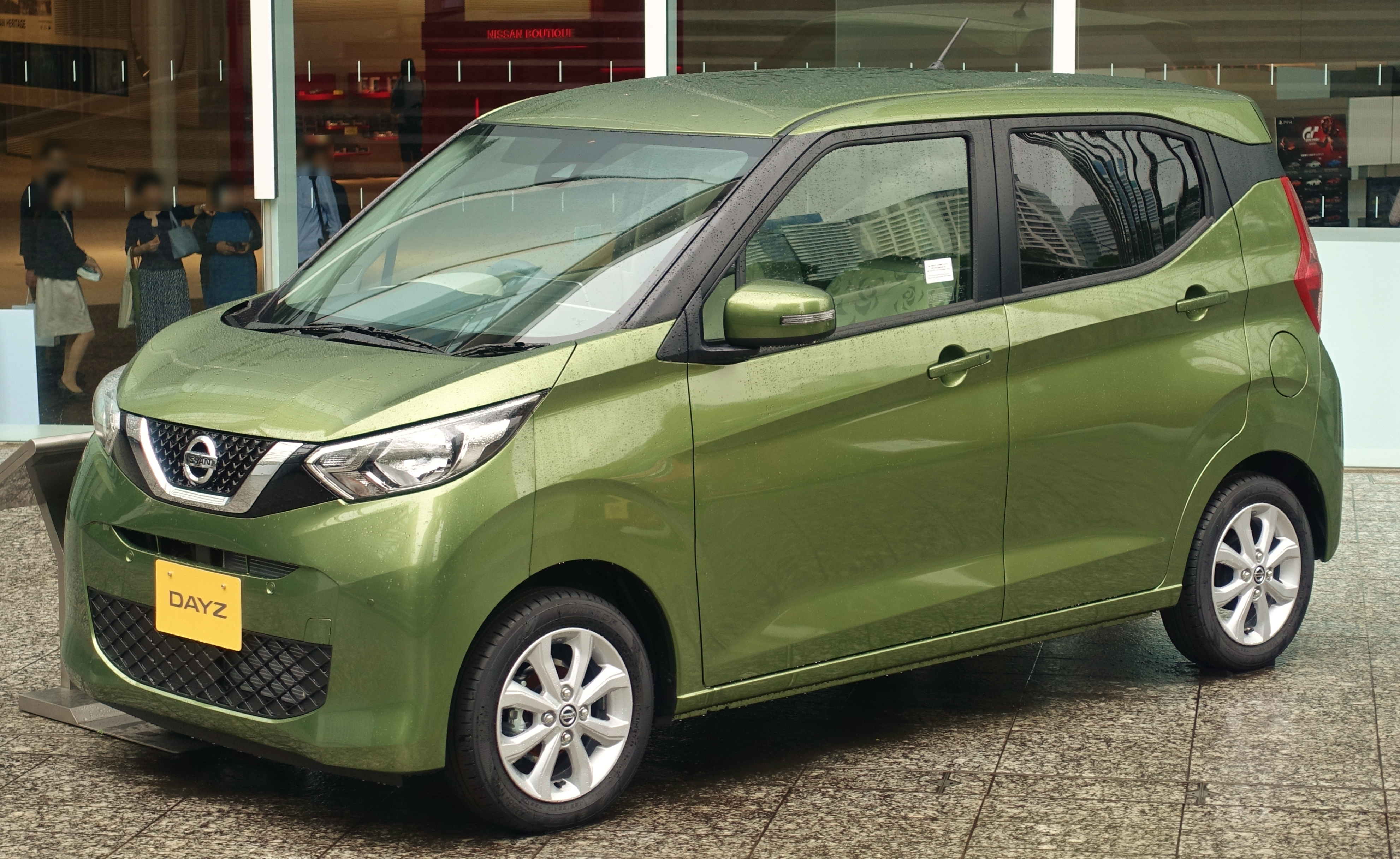
نيسان دايز
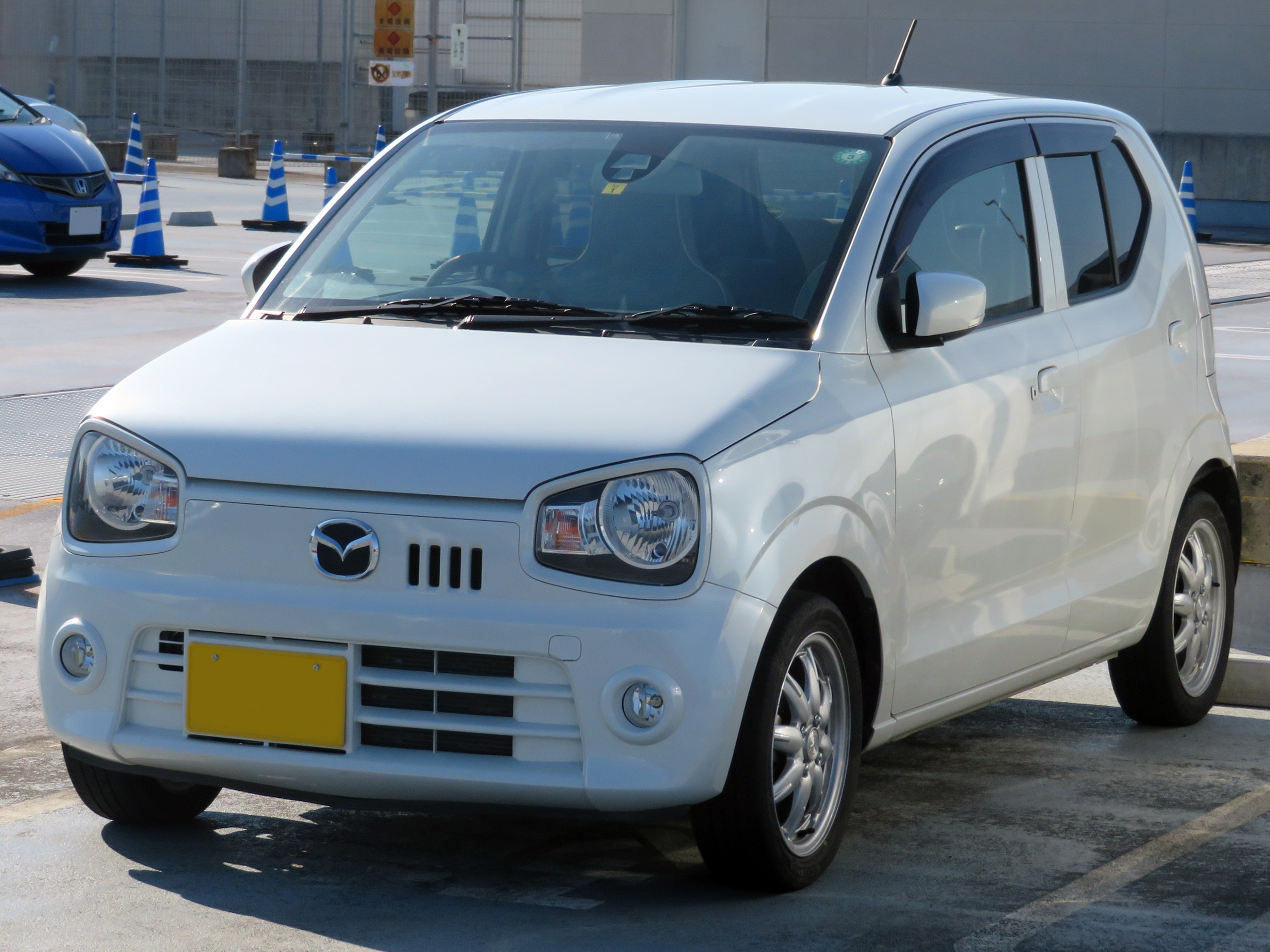
مازدا كارول
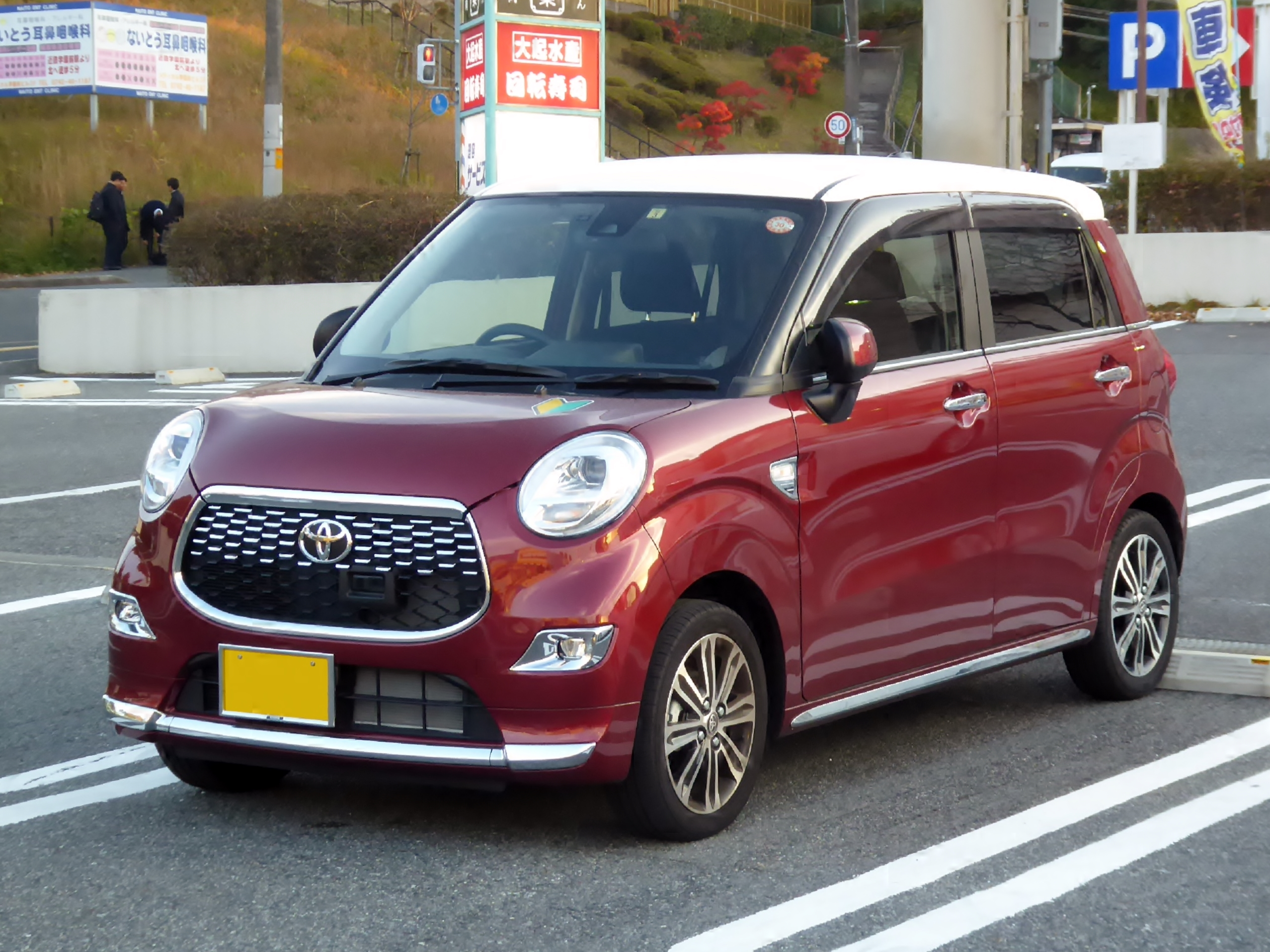
تويوتا بيكسيس جوي